# Sphaeromopsis sanctaluciae
Sphaeromopsis sanctaluciae is een pissebed uit de familie Sphaeromatidae. De wetenschappelijke naam van de soort is voor het eerst geldig gepubliceerd in 1999 door Brian Frederick Kensley & Marilyn Schotte.